# اعتصاب (فیلم)
اعتصاب (انگلیسی: Strike) یک فیلم درام تاریخی لهستانی-آلمانی به کارگردانی فولکر شلوندورف است که در سال ۲۰۰۶ منتشر شد.

## گزیدهٔ بازیگران
- کاتارینا تالباخ
- آندژی خیرا
- آندژی گرابوفسکی
- وویچیخ پشونیاک
- دومینیک هورویتز
- کشیشتف کیرشنوفسکی
- باربارا کوژای
- هنریک گوونبیفسکی
- اِوا تِـلِـگا
- ماگدالنا اسمالارا
- مارک برودزکی
- یوویتا بودنیک
- دوروتا کولاک
- وویچیخ کالاروس
- داریوش شیاستاچ